# Ranggung
Ranggung is een bestuurslaag in het regentschap Bangka Selatan van de provincie Bangka-Belitung, Indonesië. Ranggung telt 2834 inwoners (volkstelling 2010).